# Bürgerliches Gesetzbuch
Pour les articles homonymes, voir BGB et Code civil.
Lire en ligne

(de) gesetze-im-internet.de

Le code civil allemand (en allemand : Bürgerliches Gesetzbuch abrégé en BGB) est le code de base du droit civil allemand.

## Généralités
Adopté par le Reichstag le 1er juillet puis par le Bundesrat le 14 juillet 1896, le BGB entre en vigueur le 1er janvier 1900 après vingt-cinq ans d'élaboration par les juristes les plus célèbres de l'Empire, parmi lesquels Wilhelm Julius Planck, père du physicien Max Planck, et Bernhard Windscheid. 
Bouleversant la systématique des autres grandes codifications, le BGB dans son système suit uniquement les besoins juridiques, ce qui a contribué à sa réputation d'être loin du peuple et d'être une loi faite par les juristes pour les juristes. Plus technique que le Code civil français et à l'image du Digeste de Justinien, le BGB réunit les principes du ius commune et la coutume allemande dans un texte moderne et articulé, apte à servir l'évolution économique et sociale.

## Systématique
Le code est divisé en cinq livres, dont le préliminaire se consacre aux règles générales comme : la capacité juridique, les personnes physiques et morales, la déclaration de volonté, la formation et la validité d'un contrat, le terme, la condition, la préclusion, la représentation (procuration et mandat). 
Le livre second est le droit des obligations, c'est par exemple : la création des obligations (en visant le livre I pour les contrats), l'extinction et les divers types d'obligations, les divers types de contrats, la responsabilité civile, aussi bien contractuelle que délictuelle, l'enrichissement sans cause (très dévéloppé en droit allemand) et les papiers-valeurs (effets de commerce et valeurs mobilières). En 2002, la grande réforme du droit des obligations (Schuldrechtsreform) a modifié une grande partie du livre II, et notamment les règles concernant le contrat de vente, mais aussi les règles générales des contrats avec l'incorporation des règles concernant la défense du consommateur.
Le droit des biens est réglé dans le livre troisième. Y sont réglés les contrats translatifs de propriété, c'est-à-dire des conventions par lesquelles on transmet ou change le contenu des droits réels. Le droit allemand, ne connaissant ni la cause ni l'automaticité de l'effet translatif du contrat, nécessite la rédaction d'un second acte juridique – l'acte translatif de propriété –, distinct du contrat ayant fait naître l'obligation de transférer la propriété. C'est le régime de transfert abstrait, contraire du transfert solo contractu. Le Code civil allemand connaît deux modes de propriété collective : l'indivision conventionnelle et la propriété en main commune. D'autres droits réels accessoires tels la servitude, l'usufruit, l'hypothèque, la rente constituée et la charge foncière y sont aussi réglés, ainsi que la négligence.
Le livre quatrième contient le droit de la famille, c’est-à-dire : le mariage, ainsi que ses effets personnels et patrimoniaux (régimes matrimoniaux), la filiation, l'adoption, la tutelle et curatelle, etc.
Le livre cinquième est consacré aux successions (testamentaires ou ab intestat) et aux dispositions pour cause de mort, y compris le testament et les pactes successoraux.
Le droit des successions et le droit des biens ont résisté aux changements jusqu'à aujourd'hui. Quant aux droits concernant les obligations et surtout à celui de la famille, la législation a été modifiée plusieurs fois..

## Constitution du BGB

### Jusqu'à l'Unité allemande

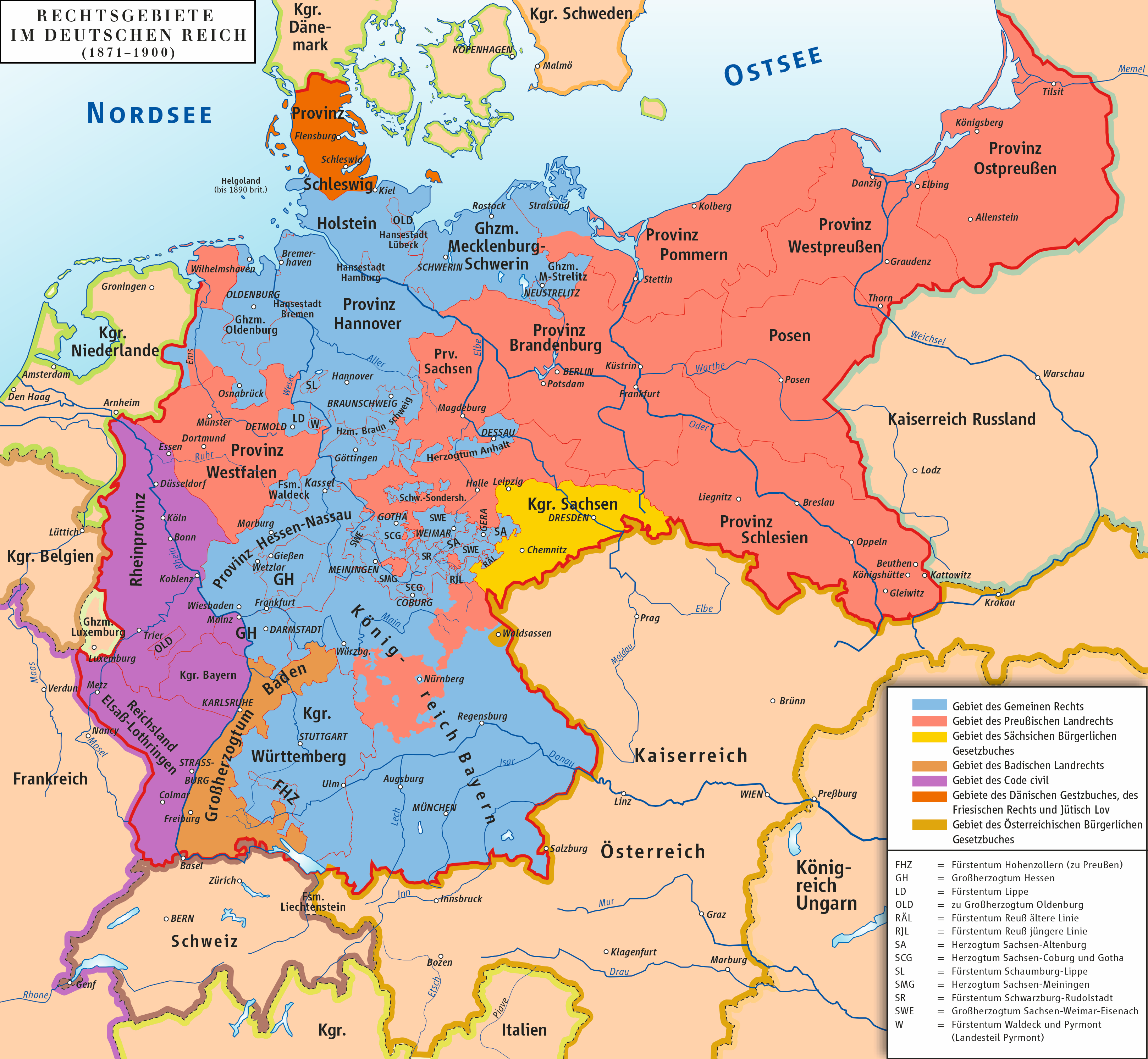
Particularismes juridiques au sein de l'Empire allemand à la fin du XIXe siècle.

Jusqu'à l'entrée en vigueur des premières versions du BGB, le droit à l'intérieur de l'Empire allemand (proclamé en 1871) était très morcelé. Il y avait depuis longtemps des règles juridiques dans l'espace germanophone : ainsi le droit coutumier allemand (dont le Miroir des Saxons), et même, dès les XVe et XVIe siècles, le droit romain du Corpus juris civilis ; mais ce ius commune ne jouait qu'un rôle subsidiaire, et n'était aucunement en mesure de résorber les particularismes multiséculaires. Certains territoires possédaient leur propre régime juridique, comme la Prusse avec l’Allgemeines Landrecht (ALR) de 1794 ; sur les territoires de la rive gauche du Rhin, le Code civil français était en application depuis 1804 ; dans le grand-duché de Bade, le Badisches Landrecht de 1810 ; en Bavière, le Codex Maximilianeus bavaricus civilis de 1756 ; au royaume de Saxe, le Sächsisches Bürgerliches Gesetzbuch de 1865 ; au Jutland, le Code danois (Danske Lov) de 1683 et çà et là le Code de Jutland de 1241. Dans les autres régions, c'était surtout le droit coutumier qui primait. Tout cela rendait d'autant plus difficile l'unification juridique que l'autorité géographique des codes et coutumes était très précisément délimitée.
Les premières tentatives d'uniformisation partielle des droits locaux se manifestent avec ce qu'on appelle la « querelle sur la codification » (Kodifikationsstreit), qui à partir de 1814 a opposé les juristes Thibaut et von Savigny. Tandis que Thibaut, jusnaturaliste d'inspiration libérale, militait pour une unification juridique favorable à la libre circulation des marchandises, par la simplification des formalités administratives et la déréglementation (Wirtschaftsverkehr), le monarchiste antirévolutionnaire von Savigny combattait, dans son manifeste La vocation de notre temps pour la législation et la science du droit, l'unification qu'il estimait trop brutale car la pensée juridique allemande de l'époque n'était pas encore mûre pour cette mutation ; et dans les premières décennies, la thèse de Savigny demeura majoritaire dans le monde germanophone.

### Les hésitations de la Confédération
Mais graduellement, et surtout après la proclamation de l'Empire allemand en 1871, les appels à la création d'un code civil unifié se multipliaient. Dès 1867, le Reichstag de la Confédération d'Allemagne du Nord réclama compétence pour unifier le droit civil de la confédération, mais la Prusse repoussa cette requête. Deux ans plus tard, la demande, réitérée, fut mieux accueillie, mais resta sans effet. En vertu de l'article 4 alinéa 13 de la constitution de l'Empire allemand, le droit pénal, la responsabilité civile, le droit commercial, le droit des emprunts et la procédure judiciaire étaient maintenues hors du champ de compétence législative des chambres impériales, ce qui rendait impossible toute unification du droit civil.  
La rédaction d'un droit civil unifié sous la forme d'un code de lois déchaînait les passions à cause de la rivalité avec la France ; car tandis que les Français avaient pu stimuler leur commerce depuis l’adoption du Code Civil en 1804, la Révolution industrielle et l'achèvement de l'unité allemande en 1871 bouleversaient le quotidien des sujets de la Kleinstaaterei allemande, tout en remettant en cause l'autorité d'innombrables princes, de maisons nobles et de grands propriétaires terriens. La commission du BGB eut donc dans un premier temps pour tâche d'affronter les disparités de plus d'une centaine de codes de lois et traditions locales. La conviction s'imposa que ce que les Français avaient réussi avec leur « Code civil », les Allemands, avec leur zèle et leur sens du devoir, pourraient aussi bien l'accomplir avec la « loi du siècle. »

### La loi Miquel-Lasker
En 1873, le Reichstag et le Bundesrat décidèrent, sur proposition des députés du Parti national-libéral Johannes von Miquel et Eduard Lasker, de modifier la constitution de l'Empire, pour transférer aux instances impériales l'autonomie législative en matière civile. Cet amendement constitutionnel étendait la compétence de légiférer des institutions impériales à l'ensemble du droit civil, malgré l'opposition minoritaire des catholiques centristes et d'autres groupes conservateurs. Le terme ancien de « droit des obligations » (Obligationenrecht) fut remplacé par celui, plus général, de « droit civil dans son ensemble. »
Une commission préparatoire du Bundesrat, placée sous la direction du professeur de droit commercial, Levin Goldschmidt, fut constituée en vue de proposer un code civil unifié.

### Les commissions du BGB

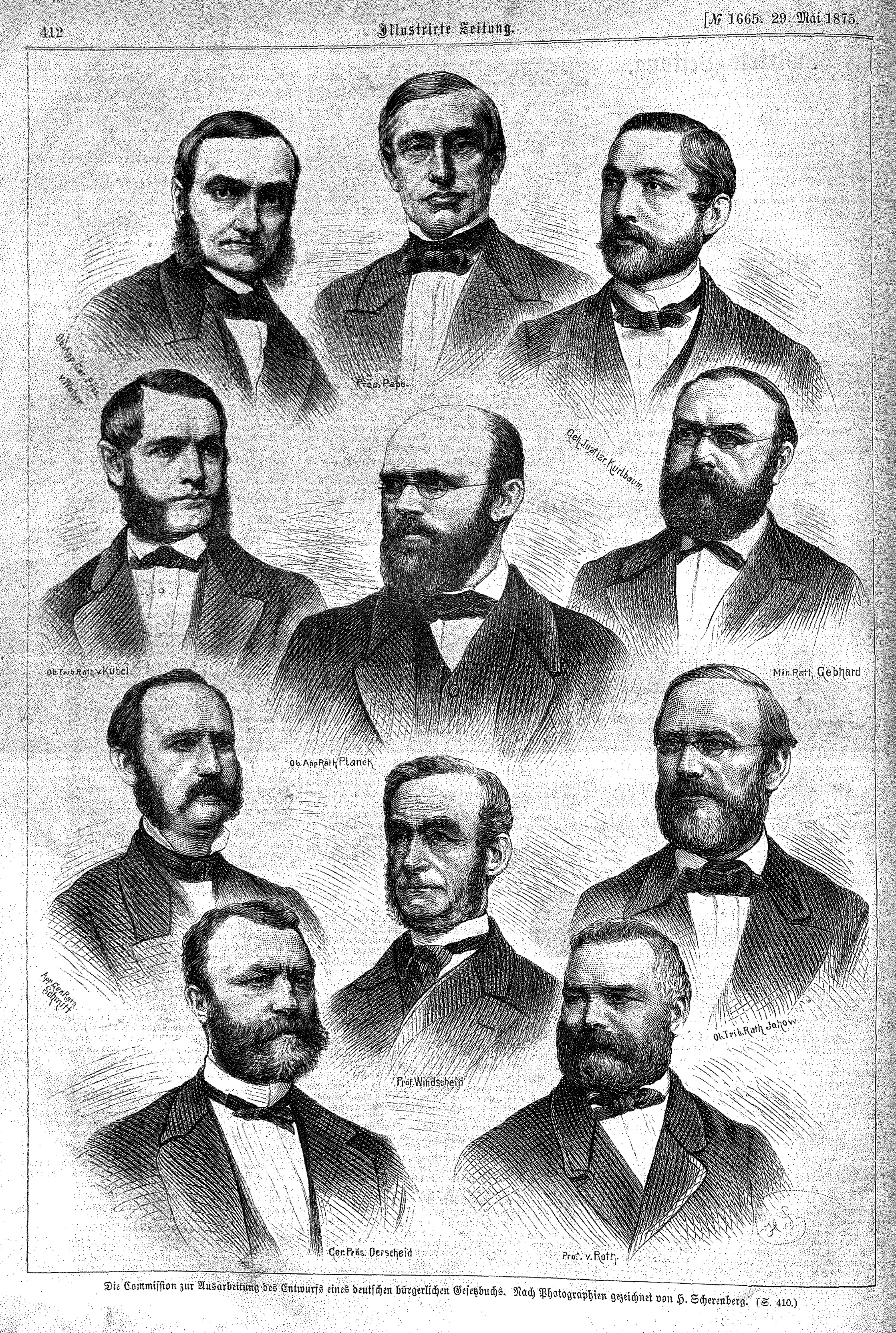
Les onze membres de la première commission référendaire, d'après une gravure de Hermann Scherenberg, publiée le 29 mai 1875 dans l’Illustrirte Zeitung.

Hormis les oppositions politiques à vaincre et les obstacles constitutionnels à lever, la commission bénéficiait d'une situation particulièrement propice : une pléiade de juristes enthousiastes et ambitieux, capables d'une hauteur de vue suffisante. Le droit allemand avait connu au cours du XIXe siècle une véritable reconnaissance officielle et les spécialistes de ce domaine étaient désormais nombreux. 
La première commission présidée par Heinrich Eduard von Pape, qui comprenait neuf juges et fonctionnaires et deux universitaires, dont le pandectiste Bernhard Windscheid, comparut en 1874 devant le Bundesrat et après intenses consultations et treize ans de travail, put présenter dès 1888 un premier projet du nouveau code civil. Il reprenait les bases du ius commune, s'inspirait de la doctrine de von Savigny mais surtout de principes formulés par Windscheid : raison pour laquelle cette version du BGB fut appelée, en hommage au « Manuel des Pandectes » en trois tomes du chef de la commission, le « Petit Windscheid » (kleine Windscheid). Toutefois, ce projet fut critiqué pour son ignorance des questions sociales, son caractère conservateur et non-allemand, et sa complexité. Les critiques les plus acerbes furent formulées par Anton Menger et Otto von Gierke. Pour la ratification du projet, il fallut ainsi prendre en considération près de six-cents objections, dont certaines étaient de la taille d'un véritable livre. 
Une deuxième commission composée de vingt-deux membres, comprenant non seulement des juristes mais aussi des représentants du secteur financier et de divers courants idéologiques de l'époque, fut nommée et chargée en 1890 de rédiger un autre projet. Ce deuxième projet fut présenté en 1895 mais dut être révisé. Enfin, un troisième projet fut adopté donnant naissance au Code civil allemand le 18 août 1896.

## Influence
Le BGB eut une forte influence sur d'autres codifications, comme le Code civil italien de 1942, le Code civil grec de 1946, le Code civil japonais de 1896-1898 et le Code des obligations suisse de 1911.

## Évolutions
Alors que les premières critiques laissaient craindre que le Code ait du mal à s'adapter aux évolutions sociales, le BGB a pu traverser les décennies en intégrant certaines modifications. Le législateur a d'abord développé certains aspects du droit « moderne » comme le droit du travail ou celui des baux d'habitation en-dehors du BGB. Mais c'est aussi la souplesse du Code qui a permis à la jurisprudence de s'appuyer sur lui tout en trouvant des solutions en accord avec les bouleversements que connaissait l'Allemagne. 
Pendant le Troisième Reich, un projet tend à remplacer le BGB par un texte plus conforme à l'idéologie nazie, le Volksgesetzbuch (de), mais ce projet, lancé en 1939, connaît de nombreuses difficultés et demeure inachevé à la chute du régime.
Après la Seconde Guerre mondiale, le BGB doit tenir compte des principes établis par la nouvelle Loi fondamentale de 1949, puis aux évolutions sociétales. Le droit de la famille, qui avait très peu évolué jusqu'en 1949, connaît d'importants changements dès les années 1970, avec la réforme du divorce du 14 juin 1976 et la notion de « diligence parentale » introduite le 18 juillet 1979. Le droit des successions a aussi été modifié notamment par les lois du 16 août 1969 et du 16 décembre 1997. Pour les couples de même sexe, un partenariat enregistré est institué avec la loi du 16 février 2001, puis le mariage le 28 juillet 2017. 
Quant au droit de la consommation, fortement influencé par le droit de l'Union européenne, il s'est d'abord développé en marge du BGB. Ce choix ayant entraîné des complications, le législateur a réintégré une part importante de ce droit nouveau lors de la loi de modernisation du droit des obligations promulguée le 26 novembre 2001.